# 땅속줄기

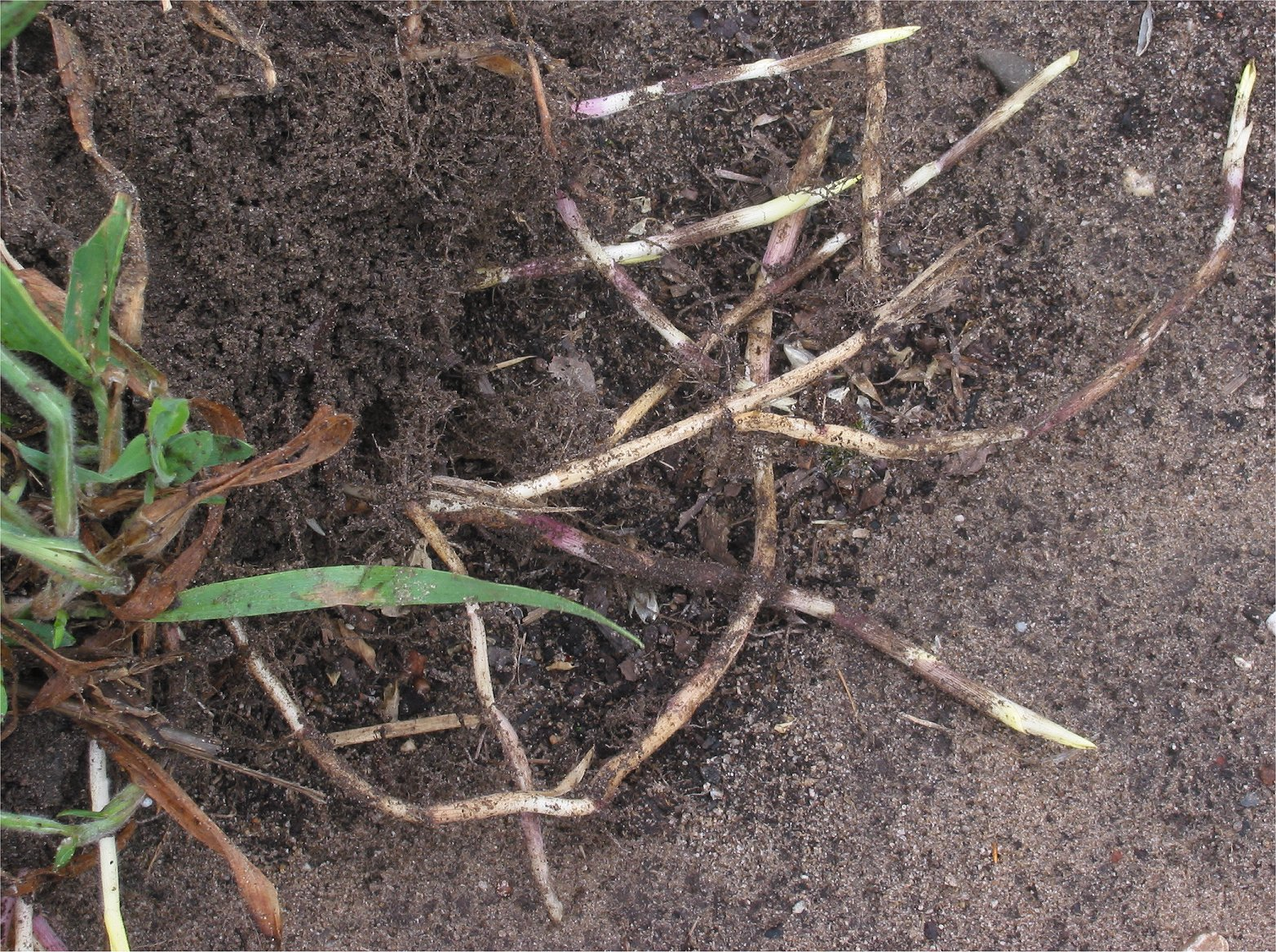
땅속줄기

땅속줄기 또는 지하경(地下莖)은 땅 속에 있으면서 땅 위로 줄기를 분지시키거나, 땅 속에서 잎만을 땅 위로 나게 하는 줄기이다. 둥굴레, 대돌잔고사리가 이에 속한다.

## 같이 보기
- 줄기
- 덩이줄기
- 뿌리줄기